# Karel Kotrba
Karel Kotrba war ein tschechoslowakischer Eishockeyspieler.
Bei den Olympischen Sommerspielen 1920 in Antwerpen gewann er mit der tschechoslowakischen Nationalmannschaft die Bronzemedaille im olympischen Eishockeyturnier, das zugleich als Eishockey-Weltmeisterschaft galt.

## Erfolge und Auszeichnungen
- 1920 Bronzemedaille bei den Olympischen Sommerspielen